# Доњи Дубац
Доњи Дубац је насеље у Србији у општини Лучани у Моравичком округу. Према попису из 2022. било је 326 становника.
Овде се налазе црква брвнара из 1905. године и нова Црква Светог Архангела Гаврила из 1988. године.
Овде постоји Кућа са зидним сликама Бранка Шотре.

## Демографија
У насељу Доњи Дубац живи 449 пунолетних становника, а просечна старост становништва износи 45,9 година (43,9 код мушкараца и 48,0 код жена). У насељу има 165 домаћинстава, а просечан број чланова по домаћинству је 3,19.
Ово насеље је великим делом насељено Србима (према попису из 2002. године), а у последња три пописа, примећен је пад у броју становника.
|  |

| Демографија | Демографија | Демографија |
| Година      | Становника  | Становника  |
| ----------- | ----------- | ----------- |
| 1948.       | 843         |             |
| 1953.       | 932         |             |
| 1961.       | 972         |             |
| 1971.       | 906         |             |
| 1981.       | 807         |             |
| 1991.       | 601         | 584         |
| 2002.       | 526         | 548         |
| 2011.       | 411         |             |

| Етнички састав према попису из 2002.‍ | Етнички састав према попису из 2002.‍ | Етнички састав према попису из 2002.‍ | Етнички састав према попису из 2002.‍ | Етнички састав према попису из 2002.‍ |
| ------------------------------------ | ------------------------------------ | ------------------------------------ | ------------------------------------ | ------------------------------------ |
|                                      |                                      |                                      |                                      |                                      |
| Срби                                 | Срби                                 |                                      | 521                                  | 99,04%                               |
| Руси                                 | Руси                                 |                                      | 1                                    | 0,19%                                |
| непознато                            | непознато                            |                                      | 2                                    | 0,38%                                |

| Година пописа     | 1948. | 1953. | 1961. | 1971. | 1981. | 1991. | 2002. |
| ----------------- | ----- | ----- | ----- | ----- | ----- | ----- | ----- |
| Број домаћинстава | 134   | 142   | 170   | 181   | 191   | 169   | 165   |

| Број чланова      | 1  | 2  | 3  | 4  | 5  | 6  | 7 | 8 | 9 | 10 и више | Просек |
| ----------------- | -- | -- | -- | -- | -- | -- | - | - | - | --------- | ------ |
| Број домаћинстава | 32 | 52 | 21 | 20 | 17 | 11 | 7 | 2 | 1 | 2         | 3,19   |

| Пол    | Укупно | Неожењен/Неудата | Ожењен/Удата | Удовац/Удовица | Разведен/Разведена | Непознато |
| ------ | ------ | ---------------- | ------------ | -------------- | ------------------ | --------- |
| Мушки  | 233    | 66               | 147          | 14             | 6                  | 0         |
| Женски | 226    | 27               | 148          | 47             | 4                  | 0         |
| УКУПНО | 459    | 93               | 295          | 61             | 10                 | 0         |

| Пол    | Укупно                    | Пољопривреда, лов и шумарство | Рибарство                            | Вађење руде и камена | Прерађивачка индустрија       |
| ------ | ------------------------- | ----------------------------- | ------------------------------------ | -------------------- | ----------------------------- |
| Мушки  | 149                       | 122                           | 0                                    | 0                    | 11                            |
| Женски | 84                        | 71                            | 0                                    | 0                    | 7                             |
| УКУПНО | 233                       | 193                           | 0                                    | 0                    | 18                            |
| Пол    | Производња и снабдевање   | Грађевинарство                | Трговина                             | Хотели и ресторани   | Саобраћај, складиштење и везе |
| Мушки  | 1                         | 2                             | 5                                    | 1                    | 2                             |
| Женски | 0                         | 0                             | 1                                    | 0                    | 1                             |
| УКУПНО | 1                         | 2                             | 6                                    | 1                    | 3                             |
| Пол    | Финансијско посредовање   | Некретнине                    | Државна управа и одбрана             | Образовање           | Здравствени и социјални рад   |
| Мушки  | 0                         | 0                             | 1                                    | 1                    | 0                             |
| Женски | 0                         | 0                             | 0                                    | 1                    | 2                             |
| УКУПНО | 0                         | 0                             | 1                                    | 2                    | 2                             |
| Пол    | Остале услужне активности | Приватна домаћинства          | Екстериторијалне организације и тела | Непознато            | Непознато                     |
| Мушки  | 0                         | 0                             | 0                                    | 3                    | 3                             |
| Женски | 0                         | 0                             | 0                                    | 1                    | 1                             |
| УКУПНО | 0                         | 0                             | 0                                    | 4                    | 4                             |